# Kuechle Island
Kuechle Island är en ö i Antarktis. Den ligger i havet utanför Östantarktis. Nya Zeeland gör anspråk på området.